# Julián Speroni
Julián Maria Speroni (Buenos Aires, 18 mei 1979) is een Argentijns gewezen voetballer die als doelman speelde. Hij kwam het grootste deel van zijn loopbaan uit voor Crystal Palace. 

## Clubcarrière
Speroni stroomde in 1999 door vanuit de jeugd van Platense, waarvoor hij debuteerde in het betaald voetbal. In 2001 trok hij naar Dundee. Daar verbleef hij drie seizoenen. Dundee verkocht Speroni in juli 2004 uit financiële nood voor één miljoen euro aan Crystal Palace. In zijn eerste seizoen speelde hij zes wedstrijden in de Premier League en degradeerde hij met Crystal Palace naar de Championship. Daar werd hij in het seizoen 2007/08 eerste doelman. Speroni promoveerde in 2013 met de club opnieuw naar de Premier League. Tijdens het seizoen 2013/14 speelde hij zijn 300ste competitiewedstrijd voor Crystal Palace. In mei 2019 besloot hij zijn keepershandschoenen aan de wilgen te hangen. Hij speelde in totaal 15 jaar voor de Engelse club. 